# Adinandra hainanensis
Adinandra hainanensis är en tvåhjärtbladig växtart som beskrevs av Bunzo Hayata. Adinandra hainanensis ingår i släktet Adinandra och familjen Pentaphylacaceae. Inga underarter finns listade i Catalogue of Life.